# 趙薇
趙薇（1976年3月12日—），生於安徽芜湖，中國大陸女演員、歌手、导演、电影制片人，中国四大花旦之一，阿里巴巴影業第二大股东。1998年因主演電視劇《還珠格格》走紅。2014年，趙薇導演处女作《致我们终将逝去的青春》获第33届香港电影金像奖最佳两岸华语片，又以陳可辛電影《親愛的》入圍第51屆金馬獎最佳女主角，并赢得第34屆香港電影金像獎最佳女主角。
2021年8月下旬，赵薇因一连串原因在中国内地被官方封殺，作品遭下架。2024年起，趙薇在影音和社交平台陸續解封，但大部分作品暫未恢復。

## 早年經歷
赵薇生于中国安徽省芜湖市，祖籍安徽省无为县。父亲赵家海为工程师，母亲魏启颖为小学教师，还有一个哥哥赵坚。作为芜湖师范学校舞蹈队成员的她，曾在芜湖电视台的1994年春节联欢晚会表演西藏舞。

## 事業

### 演艺事业

#### 入行與走红
1993年，黄蜀芹导演的传记片《画魂》在安徽取景拍摄，在芜湖师范学校上学的赵薇被选中出演该片一个没有台词的小角色。毕业那年，她放弃学校分配的工作单位，赴上海考取导演谢晋开办的“谢晋恒通明星学校”，成为第一届学员，毕业作品是在谢晋导演的中國首部女性监狱题材影片《女儿谷》中担任主演之一。该片参加多个影展，并为赵薇带来电视剧处女作《姐姐妹妹闯北京》女一号的角色，正式進入中国內地娱乐圈。剧集播出后在北京等地收视不俗，让她有了更多影视、广告的演出机会。1996年，赵薇以高考专业课全国第一、文化课全系第一的成绩考入北京电影学院表演系本科班。
大学二年级期间，赵薇被台湾女作家琼瑶相中出演电视剧《还珠格格》。1998年该剧播出后迅速风靡亚洲及全球华人社区，打破中国有收视统计以来的历史最高纪录。赵薇的迅速走红在当年甚至成为了社会现象，她也被认为是中国第一个流行文化偶像。凭借在这部剧的表演，赵薇获第17届中国电视金鹰奖最佳女主角。趁热打铁的《还珠格格 第二部》超过第一部收视率并保持最高纪录至今。

#### 低潮與突破
尽管之后拍摄的剧集收视不错，但无论评论界、观众还是赵薇自己，都希望能够突破古灵精怪的形象，与伯乐琼瑶再次合作的作品应运而生，在央视与琼瑶合作的唯一一部戏《情深深雨濛濛》中转换喜剧戏路担纲悲情女主角。《情》剧在2001年播出后成为中国年度收视冠军，以对陆依萍这个角色的表现，赵薇被授予首届大众电视艺术双十佳艺术家十佳演员的称号。在此两年期间赵薇主演的多部港片《决战紫禁之巅》，《少林足球》，《天下无双》，《夕阳天使》使她迅速成为电影卖座女星。
2001年12月，「時裝」雜誌刊登了趙薇在紐約市街頭穿上一件有印有巨型日本軍旗並寫上「衛生、平和、幸福、健康」衣服的照片，這件「日本军旗服」事件几乎毁了她在中国內地娱乐圈的公众形象和如演艺事业。2000年起赵薇積極打進香港娛乐圈，主演幾部香港電影，2002年凭借喜剧《天下无双》中李凤姐一角提名金马奖最佳女配角，主演的《少林足球》也获得金像奖最佳影片，但在海外口碑优异的《少林足球》和《夕阳天使》因种种原因未能在内地公映以及争议话题一度延烧，令她的演艺生涯停滞不前。
在经历该事件余波影响的那几年，赵薇转而投入低成本类型片的拍摄。先后与张元、许鞍华、霍建起等导演合作，片种也不再局限于古装或喜剧，角色涉及知识分子、缉毒警察、中国版朱丽叶等，令外国评论界开始认识这个中国女演员的演技。日本《Invitation》称赵薇在《绿茶》里的表演“意外地有魅力”“能演好朗朗的女演员有不少，但演好吴芳的却找不到赵薇之外的第二个”，美国《时代周刊》亚洲版认为赵薇在《玉观音》里的表演“奠定了她作为中国最优秀女演员之一的地位”。然而这些影片票房无法与她之前的卖座片相比，内地的评价也不置可否。其中，尤其《玉观音》的票房不理想令她一度很失望。但自2005年被美国《综艺》评价整部影片依靠“赵薇个性特质极富光彩的纯粹的展现出来”的《情人结》令她获得了华表奖、上海国际电影节金爵奖和长春电影节金鹿奖三座影后开始，演技终于得到了肯定。次年与许鞍华二度合作的《姨妈的后现代生活》中赵薇只有10分钟出场，就提名金像奖和金马奖最佳女配角。同样是在2005年，暌违四年之久的赵薇在中央电视台根据林语堂原著改编的《京华烟云》中出演大家闺秀姚木兰。该剧成为了赵薇主演的第四部年度收视冠军连续剧，该剧也为她提名第26届飞天奖优秀女演员。

#### 演而優則導

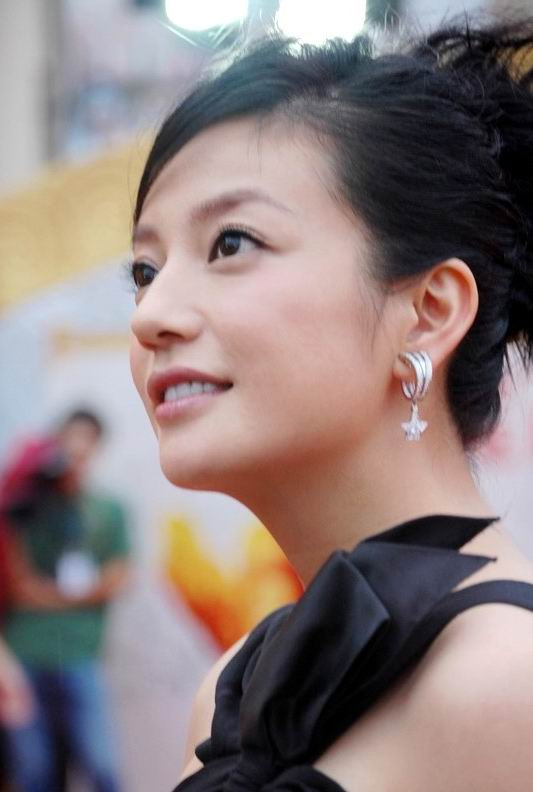
趙薇
出席第12届华表奖(2007年)

2006年，赵薇考取了北京电影学院导演专业的艺术硕士，并淡出娱乐圈一年进行了基础和专业课的学习，师从田壮壮。2007年5月，正在北京电影学院攻读硕士学位的赵薇应从好莱坞回国的吴宇森邀请，在斥巨资打造的史诗大片《赤壁》中扮演了吴国郡主孙尚香一角，影片公映后打破当时华语电影票房纪录。同年《画皮》也令她入围金鸡奖和亚洲电影大奖影后。2009年8月，赵薇当选中国电影表演艺术学会副会长，并于同月上任中国电影家协会青年工作委员会副会长。之后趙薇继续与香港导演合作的《花木兰》，《锦衣卫》，票房报捷。
结婚生女淡出一段时间后，赵薇作为第13届上海国际电影节主竞赛单元评委会评委回归公众视线。2012年，赵薇产后复出的两部作品在她离开大银幕两年后与观众正式见面：《Love》和《画皮2》。《画皮2》内地票房超过七亿人民币，打破华语地区票房最高纪录。
2012年，赵薇开始拍摄导演处女作《致我们终将逝去的青春》，此亦是其导演系研究生毕业作品。6月赵薇以导演系论文答辩最高分从北京电影学院导演系硕士毕业。2013年4月26日，赵薇导演处女作上映，首日票房4600万人民币，打破了中国2D电影首日票房纪录。首周末票房突破1.41亿元人民币，赵薇成为华人第五个单片票房破亿元人民币的女导演，也是第一个导演处女作破亿的女导演，最终票房突破7.2亿元人民币。
2013年6月，在韩国总统朴槿惠首度访华国宴上，受邀参加国宴的赵薇与围棋家常昊等五名各界代表被中共中央总书记习近平一一介绍给朴槿惠。

#### 回归表演
2014年初，受谭盾与意大利指挥家克劳迪奥·阿巴多邀请，参与交响音乐童话《彼得与狼》的录制。同年，出演了陈可辛导演根据真人真事改编的电影《亲爱的》，赵薇憑該片获得金像奖影后。2015年，時隔四年回歸小螢幕，和佟大為主演電視劇《虎媽貓爸》，後出演《橫衝直撞好萊塢》，《三人行》，《港囧》，《兩只老虎》等電影。

### 音乐事业
在戏剧上将赵薇视作继刘雪华之后“镇宅之宝”的琼瑶，音乐上也成为了将她推向乐坛的重要推手，专门为赵薇一人创办了音乐公司“可人唱片”。于1999-2001年间发行了《小燕子—飞跃时空的精灵》、《爱情大魔咒》、《最后一次分手》三张个人唱片和《还珠格格音乐全纪录》（赵薇演唱两部十首歌曲中的四首）、《情深深雨濛濛音乐全纪录》（赵薇演唱十六首歌的十一首）两张电视剧原声带。其中《最后一次分手》是琼瑶破例唯一一次为自己制作戏剧以外的单曲写词。凭借歌曲传唱度和赵薇的人气，她获得了香港新城劲爆颁奖礼最具人气女歌手和中国流行歌曲排行榜最具潜质歌手奖等奖项。《有一个姑娘》《情深深雨濛濛》等也获得年度金曲。
2002年离开琼瑶后，赵薇三年没有发片。直到2004年11月底，她签约台湾维京唱片，姚谦担任制作人推出了第四张个人专辑《飘》。这场唱片不仅销量大捷，也令赵薇收获评论界的好评。这张令她获得多个最受欢迎女歌手奖和年度金曲奖项的唱片，让当时影视发展遇到瓶颈的赵薇成功翻身。次年暑期推出的第五张唱片《双》取得了更高的唱片销量和更多的音乐奖项，令赵薇获得了MTV亚洲大奖最受欢迎中国歌手，《我和上官燕》也成为中国热门的K歌金曲。2005年10月15日赵薇和张亚东作为中国歌手代表参加了大阪亚洲国际音乐节。
2007年赵薇加盟MBOX，由李泉制作的《天使旅行箱》令她第三次提名并终获音乐风云榜颁奖盛典最佳女歌手，成为少数几个荣膺最受欢迎和最佳的女歌手之一。主题歌MV则由赵薇自己导演。这张唱片还获得了中央人民广播电台Music Radio Top排行榜的年度最佳唱片大奖。同年底赵薇还获得了韩国首尔亚洲音乐节最具人气中国歌手奖。
2009年赵薇推出了第七张《我们都是大导演》。

### 慈善事业
赵薇积极投身慈善活动，自1999年起，在921大地震、汶川大地震、玉树地震、雅安地震、西南旱灾等自然灾害发生后捐款、义演以及前往灾区探访。此外捐助的项目还包括希望工程、贫困家庭、农民工子女等方面，并先后在2004年成立“赵薇奖学助学基金会”，2013年成立“V爱.白血病基金”。

### 产业投资
2011年12月1日，據法国《西南報》報導，黃有龍以四百萬歐元的價格買下葡萄酒業界的梦洛酒莊chateau Monlot并將其簽在妻子趙薇名下，趙薇成為繼姚明之後第二個擁有法國酒莊的中國明星。2012年，赵薇购入第二座酒庄帕塔拉贝酒庄Chateau Patarabet，并在法国波尔多成立Cellarprivilege葡萄酒贸易公司。2012年9月，赵薇受邀加入法国茹德拉红酒协会并被授予新成员骑士勋章。
根据路透社香港2015年1月26日报道，赵薇及其丈夫黄有龙于2014年底斥资31亿港元买入阿里巴巴影业（1060.HK）的9.18%已发行股本，成为公司第二大股东。此外，赵薇还购入A股上市的唐德影视与省广股份两家公司的股份，成为主要股东之一。
2015年11月10日，中国创意控股与赵薇签订了基础投资协议，决定以每股0.39港元的价格向赵薇配售5400万股股票，总价格2106万港元，赵薇共持有中国创意4.5%的股份。11月18日，中国创意控股在香港交易所上市，开市以每股0.4港元开盘，最终该股收报4港元，全日上涨925.64%。当日，赵薇赚了1.9亿港元。
2017年1月，赵薇以30.6億元人民幣，收購內地上市公司萬家文化29%股權，並披露趙薇及黃有龍控制多間上市公司，包括香港上市的金寶寶控股（01239.HK）、順龍控股（00361.HK）、阿里影業（01060.HK）、雲鋒金融（00376.HK） 及內地上市的唐德影視，股票市值已達45.22億元。
2017年11月9日，祥源文化公告称，公司收到中国证监会行政处罚及市场禁入事先告知书，万家文化（已更名为祥源文化）、龙薇传媒等涉嫌信息披露违法违规案已调查完毕，依法拟对龙薇传媒、万家文化、黄有龙、赵薇、赵政、孔德永作出行政处罚和市场禁入。根据该告知书，龙薇传媒在自身境内资金准备不足，相关金融机构融资尚待审批，資金來源存在極大不確定性，且未充分提示終止風險的情况下，以空壳公司收购上市公司，且贸然公告，严重误导市场和投资者。
2018年11月20日，上海证券交易所对祥源文化、龙薇文化及有关责任人予以纪律处分，并公开认定黄有龙、赵薇等5年内不适合担任上市公司董事、监事、高级管理人员。

### 封杀
2021年8月15日，赵薇旗下艺人张哲瀚捲入日本舊照風波而被行業抵制，赵薇当初的日本军旗裝事件以及一系列争议事件也被重提。當日，赵薇本人和工作室转发日本二战投降76周年纪念日相关微博，但仍然遭到中國网友炮轰。《ELLE》杂志取消赵薇封面，Fendi与赵薇解除代言。
2021年8月26日，赵薇作品突遭中国大陆各大平台下架，微博超級话題被封，出演影視作品的演員列表中也被除名。在视频平台爱奇艺中搜索赵薇返回结果为“由于相关法律法规和政策，部分结果未予显示”。相关话题成为当日热搜。27日起，百度百科的多个相关词条删除赵薇相关内容。28日，赵薇的百度贴吧已经不能发帖。一些艺人也在自己的微博删除了与赵薇相关的内容。28日至30日期间，《泰晤士报》等媒体曾报道赵薇逃到法国葡萄酒庄与丈夫会合。29日，赵薇在Instagram发文称在北京与父母在一起，但并未对自己被封杀做出解释。她此后偶尔会在Instagram上更新行踪。9月14日，网传趙薇現身老家安徽蕪湖一間電信公司營業分行辦理業務，但因疫情期间而工作人员未戴口罩，有网友质疑为旧照。12月22日，趙薇被拍到親自駕駛著一輛掛著中港車牌的白色賓士車，在香港荃灣一帶現身。 
2022年1月7日播出的综艺《一年一度喜剧大赛》中，黄渤在列举作为嘉宾的老师崔新琴的众多学生时没有提及赵薇，屏幕随后放出的师生合照没有赵薇。3月，“V爱血液病公益基金”微博称收到赵薇捐款25万。2022年6月10日，趙薇在Instagram發出限時動態悼念過世父亲。
2024年2月起，中國部分影音和社交平台有限度解封趙薇內容，如其微博恢复显示代表作《画皮》、《还珠格格》字样，豆瓣恢复其剧照，Bilibili影片不再打码，各影音平台重新上架赵薇参演的电视剧《康熙微服私访记2》，但仍大量审查删除赵薇相关影片，赵薇的其他戲劇作品與音樂作品也暫未恢復上架。4月，赵薇名下的「合寶文娛集團有限公司」，股權遭北京市第四中級人民法院凍結，金額高達500萬元人民幣，凍結期限至2027年4月10日。趙薇入股的公司曾多達17家，涉及影視、文娛、投資、科技、房地產等，至6月，她擔任法人的公司中，僅「趙趙（上海）影視文化工作室」仍處於存續期，有兩家已注銷或吊銷，其餘投資或事業版圖大幅縮水。8月，豆瓣允许搜索「赵薇」关键词。
2024年12月4日琼瑶离世后，赵薇在其微博发文悼念，是她时隔三年再度更新微博。主话题「赵薇悼念琼瑶」登上热搜，但该话题後被封杀。12月28日，赵薇在微博宣布「多年前」离婚，主话题「赵薇官宣离婚」登上热搜，未被封杀，話題主持人為中新社旗下帳號「國事直通車」。

## 个人生活

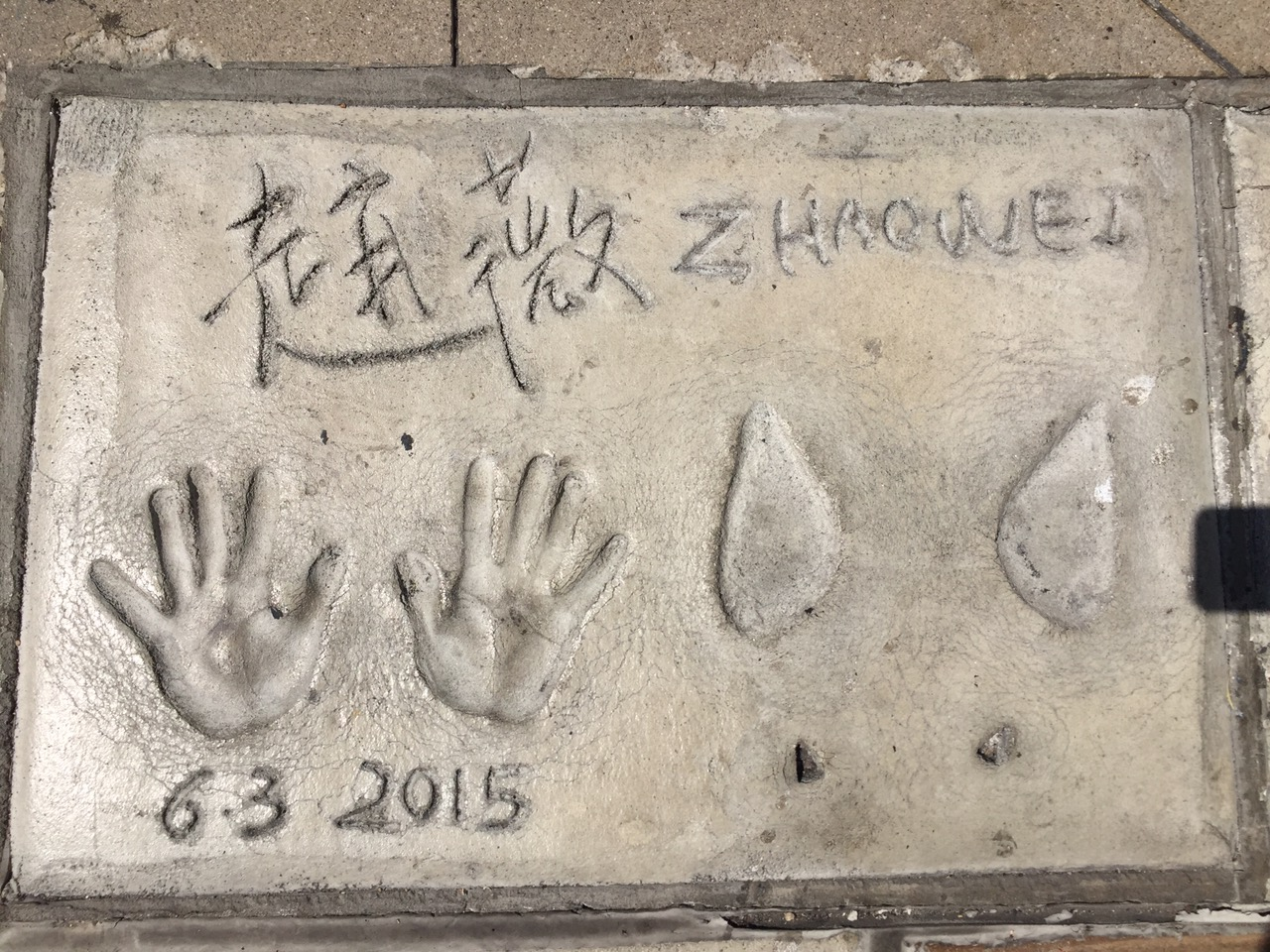
好莱坞中国戏院的赵薇手印

### 感情与绯闻
赵薇初恋情人是演员范雨林，两人同为1994年谢晋恒通学校的第一批学员。1996年，趙薇考上北京電影學院，兩人因異地問題分手。1999年7月30日晚，赵薇在北京某报办公室接听热线电话时，面对“范雨林是赵薇的初恋情人”的传闻和“你的男朋友叫什么名字，是那个范雨林吗？”的提问时，赵薇怒斥范雨林借她炒作。范雨林以毁坏其名誉为由将赵薇告上法庭，后因范雨林老师史嘉秀相劝，以及赵薇一名13岁粉丝写信以死相逼，范雨林撤诉。
1997年，暗恋赵薇的大学同学黄晓明表白遭拒。
1996-2000年，赵薇与富商叶茂青交往4年。2001年初，赵薇证实分手，原因是“缘于过去我对叶茂青总是言听计从，竟养成叶茂青习惯人前对我大呼小叫。我决心脱离这样的大男人，主动提出分手”。赵薇与叶茂青分手后随即飞往纽约作秀、旅行，遇到小开李姓华侨，短暂交往两个月。
2002年平安夜，趙薇與吳大維被拍到一起前往上海夜店，在舞池內邊跳舞邊親吻對方的臉，狂歡至淩晨兩點鐘才離開夜店，隨後在公園暗角激吻纏綿，但事後兩人否認拍拖。
2003年11月，赵薇与汪道涵之子汪雨相恋的消息传出。2004年7月，两人同游香港的照片曝光，恋情曝光。2005年4月11日，在画家陈逸飞的葬礼上，赵薇与汪雨结伴而来。2005年7月，媒体拍到汪雨和黃奕泡吧拖手的照片。7月底，赵薇坦承和汪雨分手。
2006-2007年，《南都周刊》记者卓伟曝光赵薇和乒乓球运动员王励勤恋情，但双方否认。

### 婚姻
赵薇与新加坡商人黄有龙于2008年注册结婚，2010年在鹰阁医院剖腹产生下女儿。2021年7月，趙薇與黃有龍秘密離婚。2024年12月，赵薇微博宣布离婚。

### 其他
趙薇婚後獲得新加坡永久居留權。2015年，赵薇在香港买下3栋豪宅，獲得香港非永久居留權。2018年，趙薇澄清其國籍仍是中国。

## 影视作品列表

### 电影
| 年份   | 电影                           | 職務/角色                         | 註釋                                                       |
| 1994年 | 《畫魂》                       | 稚妓（群眾演員）                  | 導演 黃蜀芹 女畫家潘玉良傳記                               |
| 1995年 | 《女兒谷》                     | 丁靜兒儿 -盜竊犯                  | 導演 謝晉                                                  |
| 1996年 | 《東宮西宮》                   | “公共汽車” - 學生                 | 導演 張元 改編自王小波中篇小說《柔情似水》                 |
| 1998年 | 《狮子王2：辛巴的荣耀》        | 琪拉雅                            | 配音员 - 普通話版本                                        |
| 1999年 | 《緣，妙不可言》               | 薇薇 - 導遊                       | 导演 曹建南                                                |
| 2000年 | 《決戰紫禁之巔》               | 飛鳳公主                          | 導演 劉偉強                                                |
| 2001年 | 《少林足球》                   | 阿梅 - 賣饅頭的功夫掌門人         | 導演 周星馳                                                |
| 2002年 | 《夕陽天使》(亦稱《微光殺機》) | 陳愛群(阿群) - 暗殺者             | 導演 元奎                                                  |
| 2002年 | 《天下無雙》                   | 阿鳳 - 飯館掌櫃                   | 導演 劉鎮偉 改编自傳統戲曲《遊龍戲鳳》                     |
| 2003年 | 《天地英雄》                   | 文珠 - 將軍之女                   | 導演 何平                                                  |
| 2003年 | 《炮製女朋友》                 | 張寧 - 富家女民工                 | 導演 葉偉民                                                |
| 2003年 | 《綠茶》                       | 吳芳 - 碩士研究生 / 朗朗 - 陪聊女 | 導演 張元 改编自金仁順的短篇小說《水邊的阿迪麗娜》         |
| 2004年 | 《史瑞克2》                    | 費歐娜公主                        | 配音員 - 普通話版本                                        |
| 2004年 | 《玉觀音》                     | 安心 - 緝毒女警                   | 導演 許鞍華 改编自海岩同名暢銷小說                         |
| 2005年 | 《情人結》                     | 屈然                              | 導演 霍建起 改编自安頓紀實文學《相約陌生人》之《爱恨情仇》 |
| 2006年 | 《姨媽的後現代生活》           | 刘大凡 - 姨媽的女兒，东北女主廚   | 導演 許鞍華                                                |
| 2007年 | 《夜。上海》                   | 林夕 - 的姐                       | 導演 張一白 改编自日本讲谈社的同名小说                     |
| 2007年 | 《藍莓之夜》                   | 萊斯利                            | 配音員 - 普通話版本                                        |
| 2008年 | 《赤壁》                       | 孫尚香                            | 導演 吳宇森                                                |
| 2008年 | 《畫皮》                       | 佩蓉                              | 導演 陳嘉上 改编自清朝短篇小说集《聊斋志异》之《画皮》     |
| 2009年 | 《赤壁：決戰天下》             | 孫尚香                            | 導演 吳宇森                                                |
| 2009年 | 《建国大业》                   | 政协委员                          | 導演 韩三平、黃建新                                        |
| 2009年 | 《花木蘭》                     | 花木蘭                            | 導演 馬楚成 改编自北朝《木兰辞》                           |
| 2010年 | 《錦衣衛》                     | 乔花                              | 導播 李仁港                                                |
| 2011年 | 《将爱情进行到底》             | 杨峥的妻子                        | 導演 張一白 声音客串                                       |
| 2012年 | 《愛》                         | 金小葉                            | 導演 鈕承澤                                                |
| 2012年 | 《畫皮II》                     | 靖公主                            | 導演 烏爾善                                                |
| 2013年 | 《致我們終將逝去的青春》       | 導演                              | 導演趙薇（電影導演處女作）                                 |
| 2014年 | 《親愛的》                     | 李紅琴                            | 導演 陳可辛                                                |
| 2015年 | 《12金鴨》                     | 媚姨（年輕時代）                  | 導演 鄒凱光 客串                                           |
| 2015年 | 《橫衝直撞好萊塢》             | Jodi 趙薇薇 (擔任"監製")          | 導演 蒂姆·肯德尔                                           |
| 2015年 | 《港囧》                       | 蔡菠                              | 導演 徐峥                                                  |
| 2016年 | 《三人行》                     | 佟倩                              | 導演 杜琪峯                                                |
| 2019年 | 《繼園臺七號》                 | (配音)                            | 導演 楊凡                                                  |
| 2019年 | 《兩隻老虎》                   | 周原 (擔任"監製")                 | 導演 李非                                                  |
| 待定   | 《美男子》                     | 監製                              | 導演 茅毛                                                  |

### 电视剧
| 首播年份 | 剧名                            | 角色                    | 备注                                       |
| 1996年   | 《姐姐妹妹闖北京》              | 白小雪 - 北漂打工妹     | 導演 曾劍鋒 第一部電視劇，第一次演主角     |
| 1996年   | 《雨天有故事》                  | 苗蘭 - 秘書             | 電視劇，1995年拍攝                         |
| 1997年   | 《大魔方》                      | 羅曼 - 護士             |                                            |
| 1998年   | 《還珠格格第一部》              | 小燕子                  | 導演 孫樹培                                |
| 1998年   | 《康熙微服私訪記第二部·桂圓記》 | 岳青兒 - 侠女           | 導演 張國立                                |
| 1998年   | 《老房有喜》                    | 吉祥 - 導遊專業的女學生 | 導演 賴建國/馬中駿/丁仰國                  |
| 1999年   | 《還珠格格第二部》              | 小燕子                  | 導演 孫樹培/李平                           |
| 2000年   | 《俠女闖天關》                  | 陸劍萍                  | 導演 朱延平                                |
| 2001年   | 《情深深雨濛濛》                | 陸依萍                  | 導演 李平 改编自瓊瑤1964年小說《煙雨濛濛》 |
| 2005年   | 《京華煙雲》                    | 姚木蘭                  | 導演 張子恩 改编自林語堂同名小說           |
| 2006年   | 《車神》(亦稱《極速愛戀》)      | 陳驍瀟- 廣告公司總監    | 導演 游達志                                |
| 2007年   | 《謝謝你曾經愛過我》            | 譚雨薇 - 雜誌社主編     | 導演 傅東育 王蕙玲編劇                     |
| 2009年   | 《一个女人的史詩》              | 田蘇菲 - 話劇演員       | 導演 夏鋼 改編自嚴歌苓同名小說             |
| 2011年   | 《大師謝晉》                    | 趙薇                    | 導演謝晉生平紀錄片                         |
| 2015年   | 《虎媽貓爸》                    | 畢勝男                  | 導演姚曉峰                                 |
| 2020年   | 《谁都渴望遇见你》              | - (擔任"监制")          |                                            |
| 2022年   | 《玫瑰之战》                    |                         | 已改由袁泉补拍                             |
| 2023年   | 《小滿生活》                    |                         | 已改由蒋欣补拍                             |

### 真人秀
| 年份   | 节目名称       | 角色 | 注释       |
| ------ | -------------- | ---- | ---------- |
| 2013年 | 《中国达人秀》 | 评审 | 第五季全季 |
| 2017年 | 《中餐厅》     | 店長 |            |
| 2018年 | 《中餐厅2》    | 店長 |            |

### 廣播劇
- 2001年：《今天是晴天》（女主角）

### 話劇
- 2006年：《魔山》(第一幕旁白)
- 2019年：《求证》出演女主角凯瑟琳（田壮壮导演）

## 音樂作品列表

### 錄音室專輯
| 專輯名稱                   | 發行信息                                                           | 曲目 |
| -------------------------- | ------------------------------------------------------------------ | --- |
| 小燕子                     | - 發行日期：1999年３月 - 唱片公司：可人唱片 - 介質：CD, 卡帶       | 1. 有一個姑娘 2. 搏浪鼓 3. Sha La La救生圈 4. 不能和你分手 5. Saturday Night 6. 真心不假 7. 齒輪 8. 自從有了你 9. 瓶中信 10. 雨季的故事 11. 搏浪鼓(Kala) 12. 不能和你分手(Kala)                                                                       |
| 愛情大魔咒                 | - 發行日期：1999年9月 - 唱片公司：可人唱片 - 介質：CD, 卡帶        | 1. 愛情大魔咒 2. 是否 3. 我不會偷哭 4. 耳洞 5. 暗戀貓咪 6. 車廂包廂 7. Hello 8. E-Mail Love 9. 玩耍 10. 雨想哭就哭吧 11. 暗戀貓咪（神奇演奏曲） 12. 雨想哭就哭吧（神奇演奏曲） 13. 是否(Kala) 14. 玩耍(Kala) 15. 我不會偷哭(Kala)                     |
| 最後一次分手 新專輯+精選集 | - 發行日期：2001年4月27日 - 唱片公司：可人唱片 - 介質：CD, 卡帶    | Disc 1 1. 愛之玄 2. 清晨陽光 3. 不由自主 4. 千言萬語 5. 潮水 6. 最後一次分手 7. 我的愛不Ng 8. 在我心中依然最美 9. 想我嗎 Disc 2 1. 搏浪鼓 2. Sha La La救生圈 3. 真心不假 4. 齒輪 5. 瓶中信 6. E-Mail Love 7. 不能和你分手(Remix) 8. 有一個姑娘(Remix) |
| 飄                         | - 發行日期：2004年11月12日 - 唱片公司：維京唱片 - 介質：CD, 卡帶   | 1. 變了 2. 這一刻我相信你說我愛妳 3. 漸漸 4. 無盡的莎士比亞 5. 一直下雨的星期天 6. 表情動作語言 7. 狀態 8. 生命裡的這一天 9. 十一月 10. 天使之名 |
| Double 双                  | - 發行日期：2005年7月22日 - 唱片公司：維京唱片 - 介質：CD, 卡帶    | 1. 來得及的明天 2. 順風逆風 3. 微小的部分 4. 痛苦之歌 5. 我和上官燕 6. 多情應笑我 7. 孰輕孰重 8. 夜長夢多 9. 不要告別 10. 發現 11. 愛 |
| 天使旅行箱                 | - 發行日期：2007年9月3日 - 唱片公司：音盒娛樂 - 介質：CD, 卡帶     | 1. 舊玩具 2. 天使旅行箱 3. Morning Love 4. 多愛自己一些 5. 恰恰愛 6. 蝶 7. 小蜜蜂 8. 樹葉的崇拜 9. 不怕 10. 大城小戀 |
| 我们都是大导演             | - 發行日期：2009年9月5日 - 唱片公司：音盒娛樂 - 介質：數字音樂下載 | 1. 老闆娘 2. 木蘭香 3. 時間停了 4. 遊園會 5. 走散 6. Happiness 7. 覺醒 8. 幻與幻想 9. 江城子 10. 大導演 |

### 原聲帶
| 發行日期 | 專輯名稱               | 唱片公司 | 備註                      |
| -------- | ---------------------- | -------- | ------------------------- |
| 1999年   | 還珠格格音樂全紀錄     | 可人唱片 | 收錄4首趙薇主唱歌曲       |
| 2001年   | 情深深雨濛濛音樂全紀錄 | 可人唱片 | 收錄13首趙薇主唱歌曲      |
| 2002年   | 天下无双电影原声带     | EMI      | 收錄1首趙薇与张震合唱歌曲 |

### 唱片未收录单曲
- 2020：《可以》（電影《兩隻老虎》插曲）
- 2018：《中餐厅》（与苏有朋合唱，综艺真人秀《中餐厅》第二季主题曲）
- 2017：《中餐厅》（与黄晓明合唱，综艺真人秀《中餐厅》第一季主题曲）
- 2016: 《六尺巷》 （2016年中央电视台春节联欢晚会）
- 2015: 《左耳》（苏有朋导演处女作《左耳》主题曲）
- 2014：《亲爱的小孩》（与黄渤、郝蕾、佟大为、张译合唱，电影《亲爱的》主题曲）
- 2012：《北京祝福你》（与成龙、刘德华等合唱，伦敦奥运会中国宣传曲）
- 2011：《梦想成真》（第20届中国金鸡百花电影节主题曲）
- 2009：《晚晴》（与李泉合唱，电视剧《一个女人的史诗》片尾曲）
- 2009：《把心照亮》（CCTV-2 慈善节目《公益中国》第二季主题曲）
- 2009：《好人卡》（与黄晓明合唱，收录于黄晓明个人专辑）
- 2008：《城市的脸》（与李泉合唱，上海世博会官方选择十佳推广歌曲，收录于中国唱片发行《中国2010上海世博会歌曲专辑》）
- 2008：《倾国倾城》（CCTV-2 城市节目《倾国倾城》第三季主题曲）
- 2007：《爱的使者》（北京奥运会官方动画剧《福娃》片尾曲）
- 2007：《这一次》（电视剧《谢谢你曾经爱过我》主题曲）
- 2006：《不要把我手放开》（电视剧《车神》片尾曲）
- 2004：《温暖》（2004年央视春晚，与阿杜合唱）
- 2002：《唯我独尊》（电影《少林足球》插曲）
- 2001：《青春北京》（与陈鲁豫、周涛、王小丫、许戈辉等合唱）（世界大学生运动会主题曲）
- 2000：《为你》（电视剧《侠女闯天关》片尾曲）
- 2000：《永不分开世界的爱》（与刘德华、黎明、王菲等合唱，中国中央电视台千禧年特别歌曲）
- 2000：《千禧盛世》（与张国荣、成龙、王菲、那英等合唱，香港特别行政区“龙腾灯耀庆千禧”主题曲）

### 音乐创作
作词：
- 2000：《为你》

此外，赵薇还出演了其他歌手的音乐录影带：
- 2003：《Hello》 演唱：阿杜
- 1999：《门》 演唱：郑钧
- 1998：《两岸》演唱：黄舒骏

## 书籍论文
- 2000年：本科学士学位论文《论本色表演与本能表演》（导师：崔新琴）
- 2005年：文章《关于<玉观音>的表演总结》，收录于中国电影表演艺术学会主编，中国电影出版社出版的《银幕形象塑造——第十届电影表演艺术学会奖文集》
- 2012年：硕士研究生学位论文《电影与真实世界的关系——视听语言对于文本的再创作》（导师：田壮壮），收录于北京电影学院出版的《我在现场：北京电影学院艺术硕士创作报告选》

## 擔任評審
- 2007年 第11屆中國電影表演藝術學會金鳳凰獎
- 2010年 第13屆上海國際電影節金爵獎主競賽單元
- 2011年 第13屆中國電影表演藝術學會金鳳凰獎
- 2013年 第32屆香港電影金像獎第二轮特邀专业评审[106]
- 2016年 第73屆威尼斯國際電影節金狮奖主竞赛单元[107]
- 2017年 第30屆東京國際電影節金麒麟獎主競賽單元
- 2018年 第9屆中国电影导演协会奖终审评委

担任考官
- 2018年 北京电影学院表演系全国专业课入学考试终评考官

## 公益代言
- 2001 第二十一届世界大学生运动会-文化大使[108]
- 2001 中国越南文化交流年-和平大使[109]
- 2002 中国少年儿童发展基金会-“希望工程”爱心大使[110]。
- 2002 中华环保促进会-绿色使者[111]
- 2004 中国第五届全国农运会-形象代言人[112]
- 2004 中国青基会-“助学长征”志愿者[113]
- 2005 联合国儿童基金会-“受艾滋病影响儿童”形象大使[114]。
- 2007 中国残疾人联合会-“爱心永恒启明行动”形象大使[115]
- 2007 第十二届世界特殊奥林匹克运动会-形象大使[116]。
- 2008 中国红十字会-“爱心工程”形象大使[117]
- 2009 第七届中国花卉博览会-形象大使[118]
- 2010 第10届中国长春电影节形象大使
- 2011 第20届中国金鸡百花电影节形象大使
- 2013 香港特别行政区回归庆典爱心大使
- 2013 第三届法国中国电影节[119]
- 2014 中国国际体育文化博览会[120]
- 2014 联合国基金会全球清洁炉灶联盟大使[121]
- 2016 中国公安部反拐义务宣传员[122]
- 2016 联合国开发计划署亲善大使[123]
- 2018 第12届FIRST青年影展[124]
- 2019 中法文化之春[125]

## 获奖与提名
目前趙薇在大眾電影百花奖影后与最佳导演之外，赵薇还获得上海国际电影节金爵奖、华表奖以及中國电视金鹰奖等国家影视奖项的最佳女主角奖。2014年，趙薇在導演作品獲得肯定後，又再以陳可辛電影《親愛的》入圍第51屆金馬獎最佳女主角，并赢得第34屆香港電影金像獎最佳女主角。

## 争议

### 军旗装事件
2001年12月3日，《潇湘晨报》报道，2001年8月发行的第9期《時裝》雜誌上刊登了一組照片，有一張中趙薇身著和日本海軍軍旗極為相似的一身衣服，衣服上有“健康、平和、幸福、衛生”等字。這身衣服是Heatherette NYC品牌，由其主設計師Richie Rich設計的，拍攝這組時裝照的是華裔攝影師Dah Len（兩人事後都表示沒有要表達軍國主義的意思）。此事经《潇湘晨报》报道后掀起争议：一部分人士認為赵薇是“媚日”行為應該將她“封殺”，并口诛笔伐；另一部分人認為她年輕不懂事，且是无心之失，可以原諒。12月9日，《北京晚报》报道赵薇就此事表示道歉，并将于次日发表道歉信表示“此事绝对是无心之过，希望大家能给予她机会汲取教训”。趙薇和《時裝》雜誌總策劃鄒雪（现名：邹佡）於12月10日發表公開道歉信，鄒雪引咎辭職。赵薇还主动致电给当时在中國全国300家电视台播出的娛樂節目《娛樂現場》，再次向全國人民道歉。
2001年12月28日晚，趙薇應邀參加湖南經濟電視台舉辦的6周年台慶《情深深雨濛濛新年演唱會》，她演唱到最後一首歌時，一名男子衝上舞臺，將趙薇撞倒，並向其身上潑撒混有糞便的液體。這名男子馬上被現場保安員制服。事后，《打工》雜誌稱對襲擊者專訪，稱襲擊者家中人死於日本侵略戰爭，但《北京青年報》次年深入調查发现此人并未有家人死於戰爭，並且指出事件的諸多疑點。 

### 打孕婦事件
2004年7月28日，赵薇与曾涉“军旗装”事件的原《時裝》杂志总策划邹雪（现名：邹佡）因生意纠纷发生争执，并给邹雪发送了一条内容为“很遗憾”的短信。当晚约22时，赵薇的司机吴珏带领约20人闯入怀孕8个月的邹雪所在餐厅房间，并对其实施殴打。邹雪称，吴珏在殴打中表示这是“替赵薇教训她”。 事后，邹雪将赵薇告上法庭。赵薇否认指示司机，称短信仅与双方的合伙纠纷有关，殴打事件与自己无关。2005年4月，北京市朝阳区人民法院判定赵薇无罪，案件的全部责任由其司机吴珏承担。法院判决吴珏赔偿原告邹雪2146元医疗费及1000元精神抚慰金。

### 《没有别的爱》演员撤换事件
2016年初，赵薇导演新片《没有别的爱》使用台湾艺人戴立忍担任男主演。影片杀青前夕，6月下旬戴立忍被扒出曾多次参加台独活动，引发网友抵制。6月30日《没有别的爱》制片方发布官方声明，称网上针对戴立忍的消息为不实新闻，将诉诸法律。声明不但没缓解网友质疑，更激起网络舆论一致挞伐。7月1日共青团发布微博《一篇文告诉你： 赵薇、戴立忍及<没有别的爱>为什么遭网友普遍谴责抵制》，该文因包含“法轮功”等关键词被新浪微博自动审核机制关闭，有大V指责是赵薇指使删帖，而新浪运营官称是该文因为有疑似敏感词而被系统自动删除，后经申诉，7月6日共青团发微“文章已恢复，可以正常阅读”。同时，关于赵薇的改外国籍、美国共济会的中国代理人、向希拉里提供政治献金相关等传闻广为传播。
一周后，赵薇发表道歉信，并表明“坚决维护祖国统一”，同时戴立忍也發聲明表示他從來不是台獨份子，且從小就被教導當個正正當當的中國人。 7月15日，《没有别的爱》制片方宣布撤换主演戴立忍，声明称当初起用戴立忍，未做政治背景深入调查，后遭网友谴责，全部投资方还表示“坚决维护祖国统一”。然而关于赵薇的各种传言和人身攻击愈演愈烈，《人民日报》海外版撰文指出，有些人挑动舆论“以抵制外敌入侵的名义，抵制同胞……说赵薇控制舆论的，不比抵制日货时用锁砸同胞脑袋高明到哪里去”。中国新闻社《中国新闻周刊》发表评论，“的确，爱国是最容易的，但怎么不添乱却是需要智慧的。要是这么简单粗暴，一不小心就可能成为‘台独’帮凶。既然你们那么真诚，那么忧心忡忡，不如对爱国这个重要的政治议题，动用起码的思辨，学习现代公民的基本通识，这肯定比‘爱国也要萌萌哒’强。”

### 卷入肖建华案
2016年12月23日，万家集团与赵薇夫妇之龙薇传媒签订协议，后者拟以30.6亿元的价格收购万家文化29.135%股权，实现入主。收购资金来源主要包括：一是龙薇传媒股东自有资金借款6000万元，二是从第三方借款15亿元，三是金融机构股票质押融资14.999亿元。在第三方借款者部分，则是肖建华“明天系”关联公司西藏银必信。2017年1月27日，肖建华从香港四季酒店被绑架带回内地。此后收购合约不断变更，龙薇传媒未获得银行融资，改为只收购5%甚至合约取消，且双方不追究违约责任。2017年11月，中国证监会调查指出龙薇传媒的资本运作存在“虚假记载、误导性陈述及重大遗漏”等问题，对黄有龙、赵薇、赵政给予警告，并分别处以30万元罚款對公司處以60萬人民幣罰款；对孔德永、黄有龙、赵薇分别采取5年证券市场禁入措施。鉴于赵薇夫妇与肖建华关系匪浅，该处罚被认为是向“明天系”开刀的讯号。
2024年7月《紐約時報》調查報導顯示，趙薇和黃有龍夫婦是肖建華投資馬雲公司的代理人。趙薇和黃有龍利用肖建華提供的約4億美元，獲得了阿里巴巴影業9%的股份。此外，肖建華的一名員工是某基金的最大單一投資者，該基金由馬雲的朋友及其親屬組成，其中包括趙薇的母親。該基金由雲鋒金融管理，是螞蟻金服的最大股東之一。

## 外部連結
- 趙薇的新浪微博
- 趙薇的Instagram帳戶
- 趙薇空間-搜狐博客（页面存档备份，存于）
- 赵薇个人官方网站
- 趙薇在互联网电影资料库（IMDb）上的資料（英文）
- 趙薇在香港影庫上的簡介
- 趙薇在时光网上的簡介（简体中文）
- 烂蕃茄上的趙薇
- 趙薇獎學助學基金會官方網站